# Станіслав Батовський-Качор
Станісла́в Бато́вський-Ка́чор (пол. Stanisław Batowski-Kaczor; 29 січня 1866, Львів — 5 травня 1946, там же) — польський художник-баталіст, член Спілки художників України (1939).

## Життєпис
Навчався у Краківській академії образотворчих мистецтв в класі Владислава Лучкевича та Флоріана Цинка. Потім, у 1885—1889 роках, продовжив навчання у Віденській академії образотворчих мистецтв в класі Александера Лізен-Майєра та у Мюнхенській академії мистецтв.
| |  |  |
| Ікони, створені С. Батовським-Качором для костелу у м. Тлумач спільно з художником Валенти Якоб'яком |  |  |

Він багато подорожував. У 1891 році мешкав в Парижі та у 1893—1895 роках в Італії, де удосконалював свою майстерність. Пізніше відвідав Іспанію, Марокко, Крим. 
Згодом повернувся до Львова, де мешкав у власній віллі при вул. Святої Софії (нині — приміщення Відділу Карти Поляка Генерального консульства Республіки Польща у Львові). 
У 1895-1896 роках створив вітраж «Оборона Львова Святим Яном з Дуклі» для кафедрального собору у Львові, а 1900 року — у розписі стелі театральної зали львівського міського театру. Один з десяти секторів простору довкола люстри у театральній залі зайнятий роботою Качор—Батовського — панно «Вакханка».
У 1901 році Батовський-Качор виконав образи Святого Франциска, Святого Антонія Падуанського, Святого Казимира, Святого Людвига для чотирьох вівтарів новозбудованого костелу Святої Сім’ї при монастирі римо-католицького ордену францисканців-реформатів при вулиці Янівській у Львові. 
У 1903—1914 роках викладав в художній школі, у якій навчалися й майбутні українські художники — Олена Кульчицька, Микола Івасюк та багато інших. Також був співзасновником львівського товариства польських художників «Молоде мистецтво» (пол. Młoda Sztuka) та членом правління Асоціації польських художників у Львові. 
1905 році разом зі скульптором Маяковським брав участь у внутрішньому оформленні Польського народного дому у Чернівцях. 
У 1912–1924 роках Станіслав Батовський—Качор викладав у приватному мистецькому навчальному закладі – «Вільна академія мистецтв» (пол. Wolna Akademia Sztuki), заснованому Леонардом Підгородецьким за зразком тодішніх артистичних студій Парижа, на Личакові при вулиці Пісковій, 15. Тут разом з навчанням молоді митці могли за помірну плату користуватися творчими майстернями, матеріалами для роботи. Учнем цього закладу був зокрема відомий львівський митець Роман Сельський.
У 1892—1939 роках брав участь у щорічних виставках львівського Товариства шанувальників красних мистецтв, а також був учасником різних виставок у Львові починаючи від 1937 року. 
Протягом 1938—1939 років брав участь у реставрації костелу Кларисок у Львові, зокрема, виконав декілька образів для вівтаря храму.
Похований на Личаківському цвинтарі у Львові. На жаль, могила до сьогоднішніх днів не збереглася.

## Творчість
У його творчості переважали картини в історичному та батальному жанрах, наприклад, «Атака кінноти під Хотином», а також у царині портрета та пейзажу. Також присутні роботи і з релігійної тематики, зокрема, образи святого Юрія та Святої Родини. 
Будучи шанувальником творчості Яна Матейка і Генрика Сенкевича, створив серію ілюстрацій до «Трилогії» Сенкевича — «Вогнем і мечем», «Потоп», «Пан Володиєвський». Створив чимало картин на українську тематику: «Вечорниці», «Битва з татарами» та багато інших. У творах Батовського—Качора переважають елементи культури мюнхенської художньої школи, а також необарокові традиції історизму малярства Яна Матейка та певного впливу імпресіонізму й символізму. Його полотнам періоду 1887–1900 років переважно були властиві витончені гами сріблясто-сірих та блакитних тонів, імлисте розсіяне світло; після 1900 року віддавав перевагу динамічним поєднанням яскравих кольорових плям, нервовій лінеарності, ескізній техніці руху пензля й неоромантизму образності. 
В 1942 році на прохання Сестер Згромадження Матері Божої Милосердя  Станіслав Батовський у Львові намалював образ Божого Милосердя (це другий намальований образ Божого Милосердя,автором першого був Євгеніуш Казіміровський).Його помістили у каплиці Згромадження у Варшаві по вулиці Житній.Але під час Варшавського повстання каплиця і образ були знищені пожежою.Образ Батовського усім сподобався і тому Генеральна настоятелька Згромадження доручила художнику намалювати ще один образ  для каплиці у Кракові.І зараз його можна побачити там у невеличкому костелі Божого Милосердя на вулиці Смоленськ.
Роботи художника знаходяться в колекціях найбільших музеїв та галерей Польщі, України, США, зокрема, у Варшаві, Познані, Кракові, а також у Львівській національній галереї мистецтв імені Бориса Возницького та Польському музеї в Чикаго .
Твори:
- 1887 — «Ярослав Мудрий»;
- 1888 — «Галицький князь Юрій І у іконописця»;
- 1891 — «Львів’янка XVII століття»;
- 1892 — «Українка»;
- 1894 — «Вечорниці», «Повернення козака з війни»;
- 1895-1896 — «Оборона Львова Святим Яном з Дуклі»;
- 1898 — «Вид Львова»;
- 1900 — «Вакханка»;
- 1901 — «Святий Франциск», «Святий Антоній Падуанський», «Святий Казимир», «Святий Людвиг»;
- 1908 — «Процесія з іконою Богородиці Домагаличів»;
- 1910 — «Грюнвальдська битва»;
- 1912 — «Видіння Петра Скарги», «Атака гусарів під Віднем»;
- 1916 — «Козацька кіннота на вулицях Львова»;
- 1929 — «Атака крилатих гусар под Хотином у 1621 році» (площа полотна 24 м²);
- 1934 — «Мій садок»;
- 1940 — «Смерть Пулавського під Саванною»;
- — «Портрет молодого гуцула»;
- — «Польські Фермопіли» (зображає бій польських вояків з більшовиками у с. Задвір'я поблизу Львова);
- — «В'їзд Юзефа Пілсудського до Кельц».